# Catherine Tallon-Baudry
Pour les articles homonymes, voir Tallon et Baudry.
Catherine Tallon-Baudry, est une chercheuse en neurosciences et directrice de recherche française spécialiste de la conscience.  Elle dirige ses recherches au Laboratoire de neurosciences cognitives et computationnelle à l'École normale supérieure. En 2021, elle reçoit la médaille d'argent du CNRS.

## Biographie
Catherine Tallon-Baudry fait des études de biologie à l'École normale supérieure de Lyon. En 1997, elle soutient sa thèse de doctorat en neurosciences sur la perception visuelle sous la direction de Jacques Pernier à l'Université Claude-Bernard-Lyon-I. En 1998, elle profite des Actions Marie Skłodowska-Curie pour effectuer ses recherches post-doctorales à l'Université de Brême. 
En 1999, elle entre au CNRS en tant que chargée de recherche au laboratoire Processus mentaux et imagerie cérébrale. En 2002, elle devient chargée de recherche au laboratoire Neurosciences cognitives et imagerie cérébrale, devenu l'Institut du cerveau et de la moelle épinière. En 2012, elle devient directrice de recherche au Laboratoire de neurosciences cognitives et computationnelles à l'École normale supérieure. En 2017, elle est élue présidente de l'Association for the Scientific Study of Consciousness (en). Elle participe également au comité éditorial de la revue Neuroscience of Consciousness. En 2021, elle reçoit la médaille d'argent du CNRS.

## Travaux
Elle soutient à Lyon 1 en 1997 sous la direction de Jacques Pernier une thèse sur le rôle des oscillations 40 Hz dans l'intégration de l'information visuelle.
Ses recherches visent à comprendre comment l’activité cérébrale se transforme en expérience consciente  et vont de la biologie à la philosophie. Elle étudie notamment les interactions entre le cerveau et les viscères,.

## Distinctions et récompenses
- 2002 : Prix de jeune chercheur de la fondation Fyssen [1]
- 2015 : Bourse Advanced Grant du Conseil européen de la recherche pour le projet : Brain-viscera interactions underlie subjectivity[5].

- 2021 : Médaille d'argent du CNRS[2]

## Publications
- Babo-Rebelo, M., Richter, C. & Tallon-Baudry, C. (2016). Neural Responses to Heartbeats in the Default Network Encode the Self in Spontaneous Thoughts. The Journal of Neuroscience, 36(30), 7829-7840. doi:10.1523/JNEUROSCI.0262-16.2016
- Park, H., Correia, S., Ducorps, A. & Tallon-Baudry, C. (2014). Spontaneous fluctuations in neural responses to heartbeats predict visual detection. Nature Neuroscience, 17, 612–618. doi:10.1038/nn.3671
- Sergent, C., Wyart, V., Babo-Rebelo, M., Cohen, L., Naccache, L. & Tallon-Baudry, C. (2013). Cueing attention after the stimulus is gone can retrospectively trigger conscious perception. Current Biology, 23(11), 150-155 . doi:10.1016/j.cub.2012.11.047
- Wyart, V. & Tallon-Baudry, C. (2008). Neural dissociation between visual awareness and spatial attention. Journal of Neuroscience, 28(10), 2667-2679. doi:10.1523/JNEUROSCI.4748-07.2008